# Alejandro Benedicto Sobieski
Aleksander Benedykt Stanisław Sobieski (Pronunciación polaca: [alɛˈksandɛr bɛˈnɛdɨkt staˈɲiswaf sɔˈbjɛskʲi]; 9 de septiembre de 1677 – 16 de noviembre de 1714) fue un príncipe polaco, noble, diplomático, escritor, erudito e hijo de Juan III Sobieski, Rey de Polonia, y de su esposa, Maria Casimira Luisa de la Grange d'Arquien.
Fue candidato para la elección al trono polaco en 1697, tras la muerte de su padre, pero fracasó. En 1702, declinó la oferta de Carlos XII para establecerse como rey rival hacia Augusto II. Falleció en Roma en 1714, habiendóse convertido recientemente en un fraile capuchino.

## Primeros años y estudios

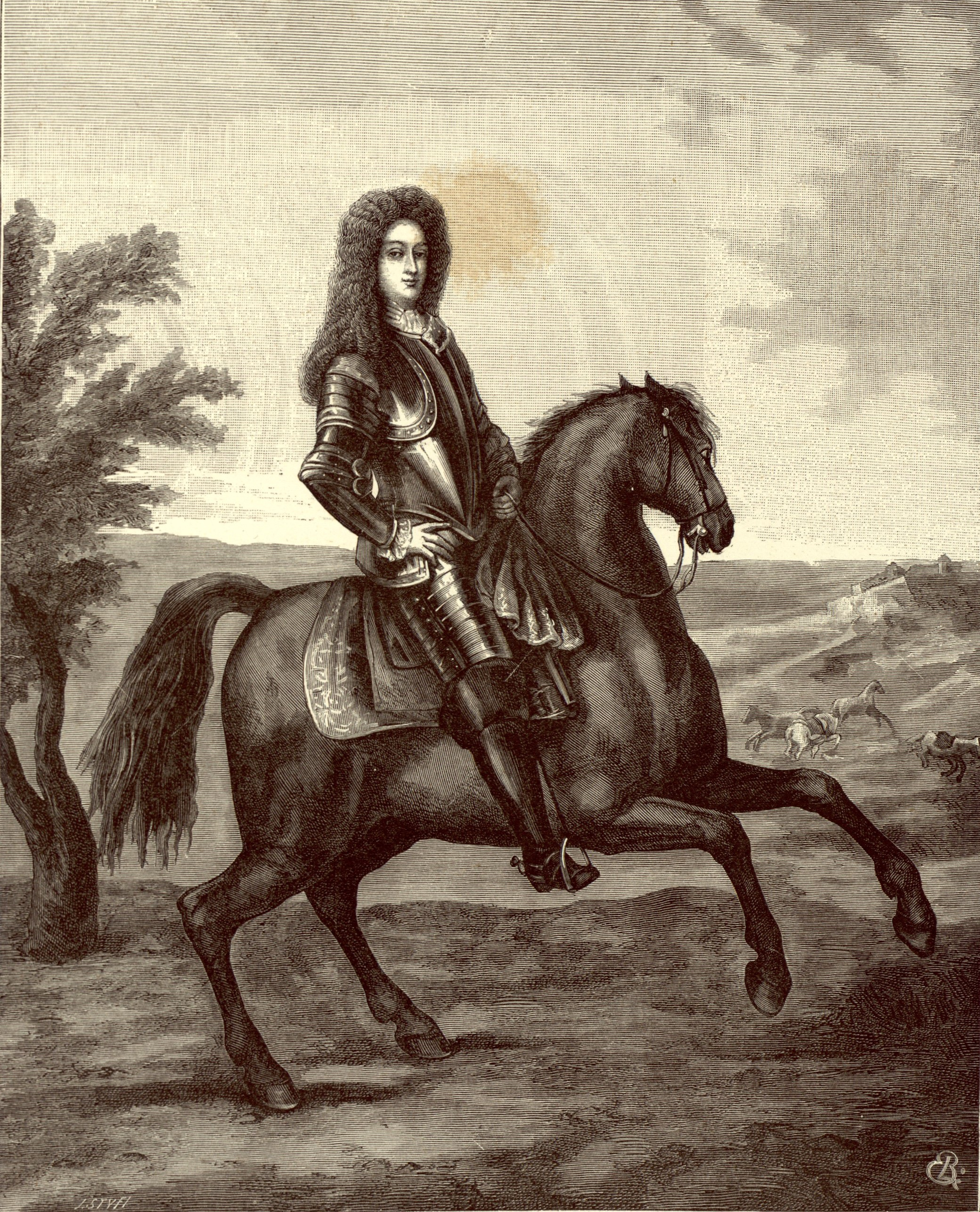
Aleksander Benedykt Sobieski

En su niñez, fue altamente educado por los mejores profesores y eruditos del país, y ya con 15 años, sabía hablar fluidamente varios idiomas. En 1691 acompañó a su padre en una expedición militar hacia Moldavia donde aprendió táctica militar y amplió sus habilidades de combate. Al final de la vida de su padre, debido al  conflicto entre Sobieski con su hijo mayor Jacobo,  Aleksander se convirtió en el heredero del trono, sin embargo, nunca llegó a ser coronado. En octubre de 1696, mientras estaba en París, solicitó una audiencia con Luis XIV, como marqués de Jarosław. El 19 de enero de 1698, junto con su hermano, Konstanty Władysław Sobieski,  organizaron un baile en Varsovia, en honor a la coronación del nuevo rey Augusto II el Fuerte. Sobieski usualmente acompañaba al rey en expediciones militares, siendo la más notable durante la campaña de septiembre contra los tártaros. Más tarde se convirtió en amigo cercano y seguidor del rey. Se hizo también conocido por ser muy afectuoso hacia el monarca. En octubre del mismo año, Sobieski personalmente escoltó a su madre en su viaje a Italia.
En noviembre,  fueron recibidos por el emperador Leopold I de Habsburgo y Leonor Magdalena de Palatinado-Neoburgo.

## Carrera militar y política
En marzo de 1700,  viajó a Roma y fue nombrado Caballero de la Orden de San Miguel. En diciembre, de las manos del embajador francés recibió la Orden del Espíritu Santo. En verano de 1702, Charles de Caradas, el marqués de Heron, miembro del Sejm (parlamento) en Polonia, sugirió que Aleksander tendría que estar en el trono de Hungría. Más tarde en ese año, el príncipe permaneció en Oława y no acompañó a sus hermanos en un viaje hacia Sajonia, sin embargo viajó a Breslavia donde tuvo un romance con la examante de Augusto II, Anna Aloysia Esterle.
Aleksander luchó al lado de Carlos XII, durante su campaña en Sajonia en 1706. Después de la liberación de sus hermanos bajo los términos del Tratado de Altranstädt,  abandonó su compromiso con la política.

## Artes, últimos años y muerte
En 1710 se estableció en Roma. Aun así, en 1709, bajo el seudónimo Armonte Calidio,  se unió a la Academia de la Arcadia y la congregación de escritores, artistas y eruditos. Durante las reuniones celebradas en la Mansión de la universidad, a menudo recitaba sus propios poemas escritos en latín. Durante su vida, Aleksander tuvo una fuerte pasión hacia el teatro. Creó su propia versión arcadiana de la dramma nobile. En los años 1710-1713 completó la composición de varias óperas, en colaboración con el compositor Domenico Scarlatti y diseñador de escena, Filippo Juvara. Ocasionalmente,  actuaba en sus obras.
Un barco de Gdańsk, Printz Alexander von Pohlen, fue nombrado en su honor.
Sobieski murió en 1714, y fue enterrado en la Cripta Capuchina romana.